# La terra nel sangue
La terra nel sangue è un film a episodi del 2008 diretto da Giovanni Ziberna e prodotto da Valeria Baldan, Mattia Vecchi e Giovanni Ziberna per la Sine Sole Cinema, casa di produzione e distribuzione cinematografica indipendente.
Girato interamente nel Friuli-Venezia Giulia nell'arco di un anno solare, da un soggetto e sceneggiatura originali di Giovanni Ziberna e Valeria Baldan, il film percorre il mutamento del territorio nelle quattro stagioni, seguendo gli stati emozionali di alcuni testimoni.

## Trama
L'ambientazione invernale di Grado apre il film con il primo episodio, il cui protagonista, un adolescente che si trascina tra l'insofferenza per il luogo in cui vive e la voglia di evadere, rimane intrappolato in una scelta difficile.
La notte invernale, sfociando in un'alba, lascia il posto alla luce della primavera e allo sbocciare di una delicata storia d'amore di cui è complice e spettatore il fiume Isonzo.
L'estate ci porta invece sulle colline di San Floriano del Collio e i suoi rinomati vigneti, in questa cornice l'attesa della vendemmia, consumata come uno scarno rituale, accompagna il protagonista all'accettazione della propria vita.
Chiude il film l'episodio autunnale ambientato sul Carso, insanguinato dal rosso dei suoi arbusti e dai ricordi ancora vividi della Grande Guerra: cinque bambini giocano fra le trincee, lanciando nello stesso tempo un messaggio di pace che non ha tempo né età.

## Tematiche
Tema cardine del film è il legame di appartenenza che ha l'uomo con la propria terra e le spinte contraddittorie a seguirlo, spezzarlo, rafforzarlo o dimenticarlo che coinvolgono i protagonisti dei quattro episodi.
Con La terra nel sangue il regista Giovanni Ziberna, allievo di Ermanno Olmi, con cui ha anche lavorato come montatore per il film Tickets, firma il suo primo lungometraggio, dopo essersi cimentato in vari documentari, corto e mediometraggi, il più recente dei quali è il cortometraggio Ninna nanna, commissionato dalla Consigliera di parità della regione Veneto e girato sempre nel 2008 a Gorizia.
Caratterizza la pellicola un cast eterogeneo che vede affiancarsi personaggi autoctoni ad attori professionisti appartenenti a circuiti teatrali e cinematografici nazionali, come Sarah Maestri (Notte prima degli esami, Notte prima degli esami - Oggi), che ricopre il ruolo di co-protagonista nel primo episodio.
La colonna sonora, inoltre, è interamente composta ed eseguita dall'emergente cantautore Roberto Cappella in arte Roberto Amadè.

## Produzione
Il film è prodotto dalla Sine Sole Cinema, con il contributo della Fondazione Cassa di Risparmio di Gorizia e della Regione Autonoma Friuli-Venezia Giulia.